# Xaló (ort)
Jalón är en ort i Spanien.   Den ligger i provinsen Provincia de Alicante och regionen Valencia, i den östra delen av landet, 400 km sydost om huvudstaden Madrid. Jalón ligger 200 meter över havet och antalet invånare är 2 437.
Terrängen runt Jalón är kuperad.  Närmaste större samhälle är Denia, 15,0 km nordost om Jalón. 